# 扎西宗乡 (拉孜县)
扎西宗乡（藏語：བཀྲ་ཤིས་འཛོམས་），是中华人民共和国西藏自治区日喀则市拉孜县下辖的一个乡镇级行政单位。

## 行政区划
扎西宗乡下辖以下地区：
扎西林村、杂村、扎西宗村、乃萨村、加当村和旁吉村。